# おこわ
おこわ（御強）とは、もち米を蒸した飯の事を言う。元々は強飯（こわめし/こわいい）をあらわす女房詞が一般化した語である。強飯とは、こわい（堅い）飯の意で、うるち米の飯に比べ、独特のもちもちとした食感と甘味がある。赤飯もおこわに含まれ、狭義では赤飯のことを指す。

## 概要

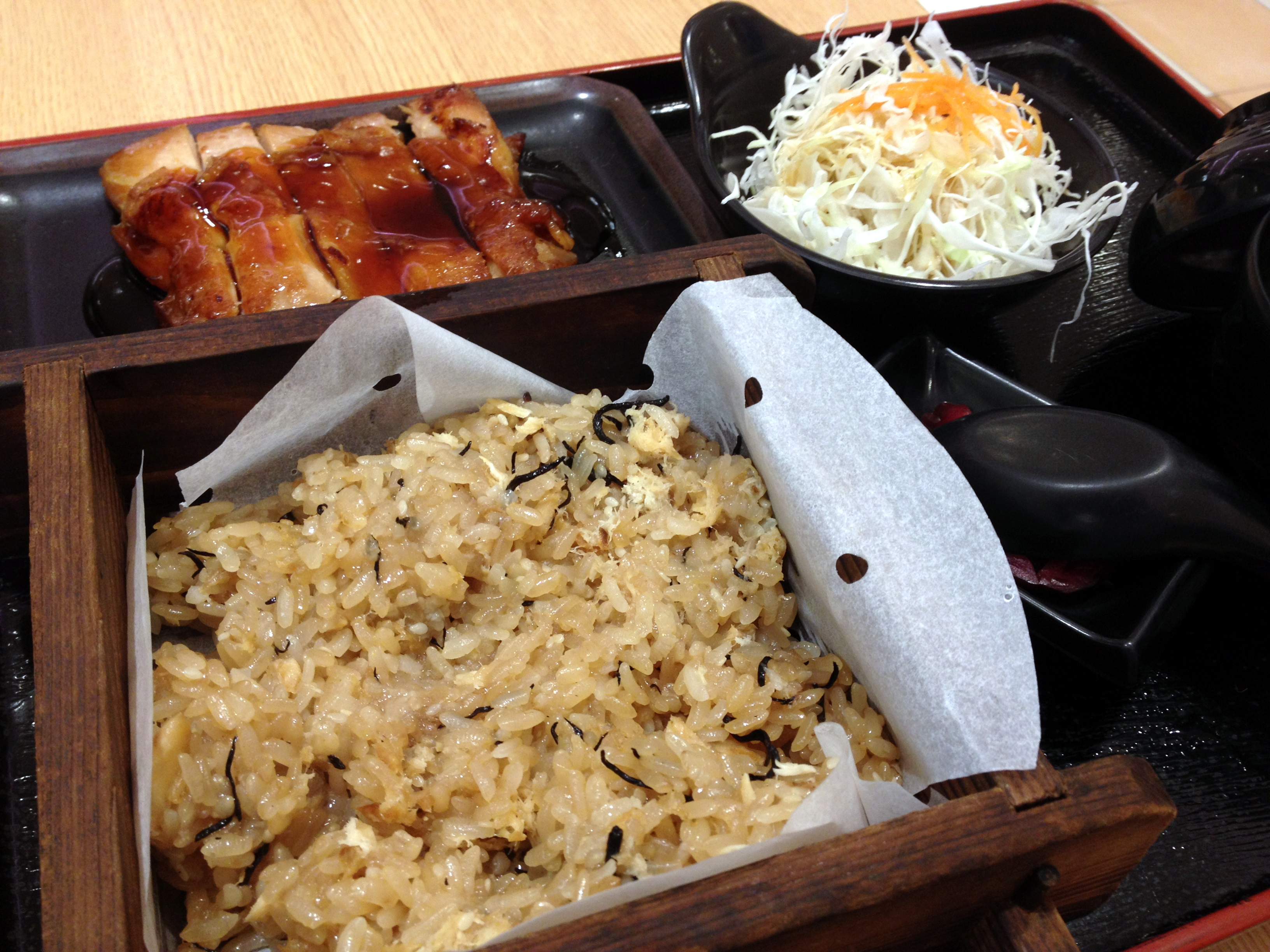
おこわ弁当

古くは糯米（もちごめ）でも粳米（うるちまい）でも、蒸したものを強飯といい、十分な水を加えてて炊（かし）いだものは弱飯（ひめ）または姫飯（ひめいい）と言った。なお、「炊（た）く」の言葉は、「赤飯（強飯）を炊く」のように、蒸すことも含むことから、区別するため「炊（かし）ぐ」とする。江戸時代になって炊ぐことが一般的になると、炊いだものを飯（はん、めし）と呼ぶようになり、糯米（もちごめ）を蒸したものを強飯またはおこわと言うようになった。現在はもち米を用いてさえいれば、普通に炊き上げたものや、もち米とうるち米を混ぜて用いたものをおこわと呼ぶこともある。
昔はもち米は貴重品であり、もち米を蒸したおこわは慶事や祭り、正月など晴れの日しか口にすることができない祝いの席のご馳走であった。また、肉類を含まないものは、精進料理として僧侶に好まれた。

## おこわのバリエーション
- 赤飯（小豆や大角豆を入れたおこわ。祝いの席のごちそうとして知られる）
- 栗おこわ
- 山菜おこわ
- 鯛おこわ
- きのこおこわ
- 鰻おこわ
- 鶏おこわ
- 鮭おこわ
- 五目おこわ
- 梅おこわ
- ちりめんおこわ
- しらむし（白蒸し） - 小豆を用いないおこわ。小豆の代わりに黒豆を用いたものは黒飯とも呼ぶ。関西では、塩昆布や大豆を用いたおこわをこう呼ぶ。
- こわい - 飛騨地方の方言で、強飯（こわいい）に由来する。「飛騨の栗こわい」は飛騨金山駅の名物駅弁として知られた。（現在は販売終了）
- 御霊（みたま） - 北陸では「御霊」（みたま）という、小豆で炊いた御赤飯のかわりに黒豆でもち米で炊いたおこわが通夜や法要、上棟式で用意される。上棟式では赤飯の小豆が火に通じるとされ、白米で作るみたまを振る舞う習慣がある。
- 小籠飯（シャオロンファン）（中国おこわ。海老、椎茸、貝柱、中国ソーセージ等を入れる）
- クロラン（カンボジアおこわ。もち米にあずき・ココナッツミルクを混ぜ竹筒で炊いたもの）

など。
- 瀬戸の染飯（せとのそめいい） - 東海道の宿場町であった、静岡県藤枝市で街道名物として作られてきた黄色いおこわ。強飯を固めてクチナシで着色して作る。

そのほか、鮭、じゃこ、松茸、筍など旬のものが好まれる傾向がある。また、コンビニエンスストアなどではおこわをそのまま“おにぎり”とした商品が販売されているところもある。